# Червоні бригади

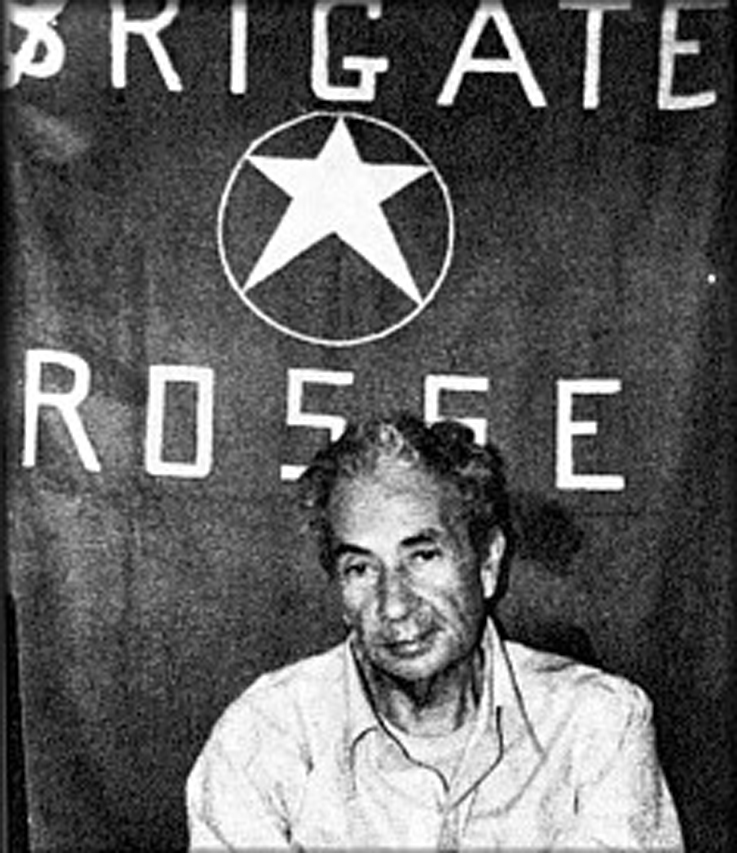
Моро, сфотографований під час його викрадення Червоними бригадами

Червоні бригади (італ. Brigate Rosse) — підпільна ліворадикальна організація, що діяла в Італії. Була заснована у 1970 році. Поєднувала методи міської партизанської війни з ненасильницькими методами (пропаганда, створення напівлегальних організацій на заводах і в університетах).
Червоні бригади ставили своєю метою створення революційної держави в результаті збройної боротьби та від'єднання Італії від альянсу західних держав (у тому числі від блоку НАТО). 1978 року друге покоління Червоних бригад на чолі з Маріо Моретті викрали колишнього прем'єр-міністра від Християнсько-демократичної партії Альдо Моро, який був убитий ними через 54 дні. Червоні бригади важко пережили закінчення холодної війни після розколу в 1984 р. і арештів або втечі більшості членів угрупування. У 1980-х роках група була практично повністю розгромлена зусиллями італійських правоохоронних органів, суттєву допомогу яким надали заарештовані члени угруповання, вони допомагали розшуку своїх товаришів, в обмін на послаблення при відбуванні покарання.
Чисельність Червоних бригад доходила до 25 тисяч осіб, зайнятих різною діяльністю, як терористичною, так і напівлегальною, що забезпечувала функціонування бойових груп.
У 2000-х роках, для позначення всіх ліворадикальних організацій, журналісти почали використовувати термін Нові Червоні бригади.

## 1970: перше покоління Червоних бригад
Червоні бригади було засновано в серпні 1970 року Ренато Курчій, студентом Університету Тренто, його подругою Маргаритою Кагол (Мара Кагол) та Альберто Франческіні. У своїй книзі, написаній 2005 року, Франческіні описував, як він зустрів Ренато Курчій і Коррадо Сіміоні, на прізвисько «Англієць», яке той отримав за свою ексцентричність та «міжнародні зв'язки». Згідно з цією книгою, вибух на Пьяцца Фонтана в 1969 році став основним поштовхом до створення Червоних бригад.
У той час як частина угруповання з Тренто, які сформувалися навколо Курчій, мала свої коріння у відділенні соціології Католицького університету, друга її частина згуртувалися навколо Франческіні в Редджіо Емілія і складалися переважно з колишніх та діючих членів руху комуністичної молоді (FGCI). На початку свого існування Червоні бригади були найактивніші на найбільших заводах у Мілані (таких, як Sit-Siemens, Pirelli та Magnetti Marelli) та Турині (FIAT). Члени угруповання займалися саботажем, пошкоджуючи заводське обладнання, а також приміщення апарату управління та офіційних профспілок. 1972 р. вони здійснили перше викрадення людини — виконроба на одному з заводів, який був відпущений після недовгого утримання.
У цей період тактика та цілі Червоних бригад суттєво відрізнялися від інших леворадікальних політичних угруповань, таких як Lotta Continua та Potere Operaio, близьких до автономістського руху. Червоні бригади виявилися жорстокішими і організованішими, ніж їхні сучасники. У цей період Червоні бригади почали отримувати безпосередню і опосередковано допомогу з боку служби державної безпеки ЧССР. У червні 1974 р. в результаті дій Червоних бригад з'явилися перші жертви — були вбиті два члени італійської неофашистськой партії Італійський соціальний рух (Movimento Sociale Italiano). З цього моменту припинилася відкрита політична діяльність угруповання серед робітників.
Однак необхідно зазначити, що вибух 1972 року закладеної в автомобіль бомби в Петеано, який протягом довгих років приписується Червоним бригадам, не мав до цього угруповання жодного відношення. Реальним організатором цього злочину був неофашист Вінченцо Вінчігерра, який потім втік в Іспанію, де продовжував брати участь в організації терористичних акцій.

## Арешт засновників Червоних бригад у 1974р. і «суперклан» Коррадо Сіміоні
У вересні 1974 р. засновники Червоних бригад Ренато Курчій і Альберто Франческіні були арештовані генералом Карло Альберто Далла К'єза і засуджені на 18 років позбавлення волі. Арешт став можливий завдяки «брату Мітра» — під цією кличкою переховувався Сільван Джіротто, колишній монах, запроваджений в Червоні бригади італійськими спецслужбами. Курчій був звільнений у результаті нальоту групи Червоних бригад на чолі з його дружиною Марой Кагол, але незабаром був знову заарештований.
У цей період Червоні бригади здійснювали викрадення відомих політиків (наприклад, судді Маріо Сосса з Генуї) і підприємців (наприклад, Валларіно Ганчіа) з метою отримання викупу, що було основним джерелом фінансування угрупування.
Як згадував Франческіні, смерть видавця Джанджакомо Фелтрінеллі, який загинув 15 березня 1972 р. в результаті діяльності запровадженого в ГПД провокатора, що він встановлював на електростанції поблизу Мілана, залишило членів угруповання «сиротами» і викликало зростання насильства в діяльності Червоних бригад після 1972 року. Курчій і Франческіні були звільнені згідно з законом 1987 р. про втрату зв'язків з колишнім оточенням. Франческіні також визнавав участь Червоних бригад в організації вибуху в посольстві США в Афінах (Греція), який організував Коррадо Сіміоні. Сіміоні також створив всередині Червоних бригад секретну групу, свого роду «суперклан». Франческіні стверджував, що Сіміоні діяв в інтересах проводимою НАТО Операції «Гладія», посилаючись на його наполегливі пропозиції вбити Юніо Валерій Боргезе в листопаді 1970 р. чи не знайшов відгуку заклик вбити двох агентів НАТО. У цей період кермо правління взяв у свої руки Маріо Моретті, який організував у березні 1978 р. викрадення Альдо Моро. Франческіні і Курчій підозрювали, що Моретті був шпигуном.

## Розширення та радикалізація Червоних бригад
Після 1974 р. діяльність Червоних бригад поширилася на Рим, Геную і Венецію, і почалися викрадення досить помітних фігур. Їх маніфест 1975 р. зазначав, що метою є «сконцентрований удар в саме серце Держави, тому що держава являє собою імперіалістичні об'єднання транснаціональних корпорацій». SIM (Stato Imperialista delle Multinazionali — Імперіалістична Транснаціональна Держава) стало мішенню їх войовничих висловлювань, заснованих на марксистко-ленінської термінології, але найчастіше не зрозумілих більшості суспільства і нерідко висміюваних за помпезність у поєднанні з безглуздістю.
У 1975 р. італійська поліція змогла встановити, що на фермі Касчіна Спьотта члени Червоних бригад утримують промисловця Валларіно Ганчія. У подальшій перестрілці загинули двоє поліцейських і дружина Карчіо — Магарита Кагол. У квітні того ж року Червоні бригади заявили про своє перетворення в комуністичну партію, яка буде «вести за собою робітничий клас».
Терористична активність спрямована, зокрема, проти карабінерів і суддів, значно посилилася, зокрема, з метою залякування присяжних і виникнення процесуальних порушень в ході судових процесів проти затриманих лідерів організації. Крім того, оскільки заарештовані члени Червоних бригад відмовлялися від адвокатів, мішенню терористів нерідко ставали ті адвокати, на яких суд, усупереч бажанню підсудних, покладав обов'язки захисту їх інтересів у ході процесу.

## Викрадення Альдо Моро в 1978 р
У 1978 р. Червоні бригади «другого покоління» на чолі з Маріо Моретті викрали і вбили християнського демократа Альдо Моро, який був ключовою фігурою в ході переговорів про створення урядової більшості в парламенті, в яких стало можливо поява «історичного компромісу» між Італійською комуністичною партією і Християнсько-демократичною партією (Democrazia Cristiana). Група з п'яти членів Червоних бригад, одягнених у форму авіакомпанії «Alitalia», влаштувавши засідку, вбили п'ять охоронців Альдо Моро і схопили його самого.
Викрадення Моро Червоні бригади намагалися використовувати для тиску на італійський уряд, з метою офіційного визнання угрупування повстанським рухом. Однак уряд від переговорів з викрадачами відмовився. Різні політичні сили Італії пропонували свої варіанти вирішення ситуації. Сам Альдо Моро писав з ув'язнення відчайдушні листи своїй сім'ї, політичним соратникам, Папі Римському, благаючи про початок переговорів.
Після 56 днів утримування Моро Червоні бригади прийшли до остаточного висновку, що уряд не вступить в переговори, і прийняли рішення вбити свого полоненого. Згідно з матеріалами суду, що відбувся 1982 року, "бригадисти" сказали Альдо Моро, що сьогодні його звільнять і для цього його слід перевезти до Риму. Дали йому переодягнутись у відпрасований костюм, сказали залізти в багажник червоного Рено і накритись пледом, після чого Маріо Моретті десять разів вистрілив в груди політика. Тіло поклали у багажник машини, кинутої на Віа Катані, на півдорозі між штаб-квартирами Християнсько-демократичної і Комуністичної партії, кинувши останній символічний виклик поліції, що наче Червоні бригади вважають, що вся Італія і Рим особливо знаходяться під їх повним і постійним контролем. Моретті в книзі «Brigate Rosse: una storia italiana» («Червоні бригади: одна італійська історія») відзначив, що вбивство Моро є крайнім вираженням марксистсько-ленінських революційних дій.
Цей злочин викликав жорстку реакцію проти Червоних бригад з боку італійських правоохоронних органів і спеціальних служб. Вбивство популярного політика також викликало активне несхвалення з боку італійських лівих радикалів, у тому числі і частини колишніх лідерів Червоних бригад, які перебували в ув'язненні. З цього моменту організація стала швидко втрачати підтримку.
Остаточний поворот трапився в 1979 р. Член Комуністичної партії Італії і організатор профспілкового руху Гуідо Росса вивчав поширення пропаганди Червоних бригад і повідомляв поліції про осіб, втягнутих у цю діяльність. За це він був убитий. Але такі дії щодо популярного лідера остаточно відвернули від угруповання співчуття робітників, на яких спочатку була орієнтована пропаганда Червоних бригад.
Крім того, протягом 1980 р. італійська поліція провела масові арешти. Було затримано близько 12 000 лівих екстремістів, крім того, не менше 500 людей втекли з Італії (з них близько 300 чоловік у Францію і близько 200 — у Південну Африку). Більшість заарештованих лідерів угруповання (наприклад, Фаранда, Франческіні, Моретті, Моруччі) активно співпрацювали зі слідством у пошуку бойовиків, які залишались на свободі, в обмін на суттєве пом'якшення вироків, або відреклися від своїх поглядів.
Найвідомішим з тих, хто допомагав слідству у пошуку бойовиків, які залишались на волі, був один з керівників «колони» Червоних бригад у Турині - Патріціо Печі. Помстою бойовиків було вбивство його брата Роберто у 1981 р., що ще більше дискредитувало угруповання.
7 квітня 1979 р. філософ-марксист Антоніо Негрі був заарештований разом з великою групою осіб, пов'язаних з автономістським рухом (включаючи Ореста Скальцоне). П'єтро Калоджеро, прокурор Падуї, звинуватив їх у тому, що автономістський рух є політичним крилом Червоних бригад. Негрі був звинувачений у численних злочинах, включаючи керівництво Червоними бригадами, планування та організацію викрадень людей і вбивства Альдо Моро, у змові з метою повалення уряду. У той час Негрі був професором політології  Падуанського університету, запрошеним викладачем паризької École Normale Supérieure (Вищої нормальної школи). Для підтримки арештованого французькі філософи Фелікс Гаттарі і Жиль Делез у листопаді 1977 р. опублікували звернення французьких інтелектуалів проти репресій в Італії, в якому виражається протест проти ув'язнення Негрі та італійського антитерористичного законодавства.
Роком пізніше з Негрі було знято обвинувачення, пов'язані з викраденням Альдо Моро. Слідством не було отримано жодних доказів зв'язків Негрі з Червоними бригадами, і протягом декількох місяців з нього були зняті всі інші звинувачення (включаючи участь у 17 вбивствах) через недоведеність. Однак Негрі все ж був засуджений за створення злочинного співтовариства з метою організації антидержавного повстання і в 1984 р. засуджений до 30 років позбавлення волі. Через два роки він був засуджений до позбавлення волі на чотири з половиною роки, оскільки був визнаний морально відповідальним за скоєні протягом 1960-х і 1970-х років злочини, безпосередніми виконавцями яких були члени різних ліворадикальних угруповань, натхненні ідеями Негрі. Як пізніше прокоментував французький філософ Мішель Фуко, «хіба його не посадили просто за те, що він був інтелектуалом?».
Привид вбивства Альдо Моро досі переслідує сучасну Італію. Цей теракт залишається однією з найяскравіших подій холодної війни. Протягом 1980-90-х років розслідування терористичних актів сімдесятих років тривало силами найрізноманітніших органів, включаючи комісію на чолі з сенатором Джованні Пеллегріно і цілою низкою суддів, найактивнішим з яких був Гвідо Сальвіні.

## Червоні бригади в 1980-ті роки

### Викрадення бригадного генерала Дозьєра
17 грудня 1981 р. чотири члени Червоних бригад під виглядом водопровідників проникли в квартиру американського бригадного генерала Джеймса Л. Дозьера (James L. Dozier) у Вероні (в ту пору — заступника начальника штабу сухопутних військ НАТО в південній Європі). Генерал був схоплений нападникам, його дружина була залишена зв'язаною на місці злочину. Червоні бригади утримували заручника протягом 42 днів, до 28 січня 1982 р., коли він був звільнений у результаті спецоперації італійських антитерористичних підрозділів, проведеної на одній з квартир в Падуї. Дозьер був першим американським генералом, коли-небудь взятим у заручники терористами, а також першим іноземцем, який був викрадений Червоними бригадами.

### Арешт Мулінарі в 1983р.
Після смерті в січні 2007 р. католицького абата П'єра (в миру — Анрі Антуан Груе), італійський суддя Карло Мастеллоні в газеті Corriere della Sera повідомив, що у вісімдесяті роки були отримані свідчення про те, що абат підтримував групу італійських активістів, які втекли до Парижа і були пов'язані з мовною школою Гіперіон, якою керував Ванні Мулінарі. Сімона де Бовуар також вела переписку з Мастеллоні, яка збереглася в тюремних архівах. Частина осіб, пов'язаних зі школою Гіперіон (включаючи Коррадо Сіміоні, ванни Мулінарі і Дуччо Беріо), розглядалися італійською владою як підпільних керівників Червоних бригад, однак згодом ці звинувачення були зняті.
Після поїздки Ванні Мулінарі в Удіне, яка закінчилася його арештом органами італійської юстиції, абат П'єр намагався провести переговори з президентом Італії Сандро Пертін з метою забезпечити захист і виправдання арештованого. Однак Мулінарі був ув'язнений за звинуваченням у сприянні Червоним бригадам. Абат П'єр з 26 травня по 3 червня 1984 р. провів голодовку в кафедральному соборі Туріну на знак протесту проти умов ув'язнення членів Червоних бригад та ув'язнення Ванні Мулінарі без проведення відкритого судового процесу. У ході наступного суду Мулінарі був визнаний невинним. Поводження з Мулінарі, на думку абата, є порушенням прав людини. Газета La Repubblica наголошувала, що органами італійської юстиції всі, пов'язані зі школою Гіперіон, були визнані невинними.

### Розкол в 1984р.
У 1984 р. стався розкол угруповання на дві фракції: більшість стало іменуватися  Комуністичною партією, що бореться, меншість — Союзом комуністів, що борються. У тому ж році четверо лідерів, які знаходялися в ув'язненні  — Курчій, Моретті, Іаннеллі і Бертолацці — оголосили про необхідність припинення збройної боротьби в силу її марності.
Також у 1984 р. Червоні бригади взяли на себе відповідальність за вбивство Лемоні Хант, командувача американської частини багатонаціональних сил на Синаї.
У середині вісімдесятих почастішали арешти в Італії. У лютому 1986 р. члени Червоних бригад (комуністичної партії, що бореться ) вбили колишнього мера Флоренції Ланда Конті. У березні наступного року бойовиками Червоних бригад (Союзу комуністів, що бореться) в Римі був убитий генерал Лічіо Джіорджері. 16 квітня 1988 р. в Форлі Червоні бригади (бореться комуністична партія) вбили італійського сенатора Роберто Руффіллі, радника італійського прем'єр-міністра Чіріако де Міта. Після цього активність угруповання почала знижуватися і повністю зійшла нанівець після масових арештів її лідерів, які залишилися на волі. У 1988 р. Червоні бригади оголосили про саморозпуск.

### Втеча до Франції
У 1985 р. частина членів угруповання, що проживали у Франції, почала повертатися до Італії. У тому ж році президент Франції Франсуа Міттеран гарантував імунітет від екстрадицію до Італії тим членам Червоних бригад, які проживали у Франції, порвали зі своїм минулим, не були засуджені за насильницькі злочини і почали нове життя. Як зазначала газета Corriere della Sera цього рішення чимало посприяв абат П'єр.
У 1998 р. апеляційний суд Бордо постановив, що Серджіо Торнагі не може бути екстрадірован в Італії, оскільки італійське законодавство не дає гарантій того, що він не може бути засуджений за злочини, за якими вже був засуджений заочно. У 2002 р., однак, Париж екстрадіровал Паоло Персічетті, колишнього члена Червоних бригад, викладав соціологію в університеті, вперше продемонструвавши перегляд «доктрини Міттеран». Ця екстрадиція призвела до активізації роботи італійських органів юстиції щодо втікших до Франції лівих активістів. Наслідком цього стали, наприклад, депортації та передача органам юстиції Антоніо Негрі, Чезаре Баттісті та інших.
У той час, як ультраліві в основному втікали до Франції, багато неофашистів, наприклад, Вінченцо Вінчігерра або Стефано делла Чяе, втекли в Іспанію, Дельфі Цорці, звинувачений у вибуху на П'яцца Фонтана, отримав політичний притулок, а потім і громадянство в Японії, багато втекло в Аргентину (зокрема, Аугусто Канчі, розшукуваний італійської юстицією за участь в трагедії в Болоньї).
В Італії обговорюється можливість оголошення масової амністії колишнім екстремістам, однак ця ідея зустрічає масове несхвалення. Більшість політичних сил виступають проти цього кроку, найбільш активно протидіє цьому асоціація жертв тероризму та членів їх сімей.

## Нове покоління Червоних бригад
Наприкінці дев'яностих років з'явилося кілька нових груп, за їх заявами, пов'язаних зі «старими» червоними бригадами. Червоні бригади (бореться комуністична партія) взяли на себе відповідальність за вбивство у 1999 р. Масімо д'Антона, радника кабінету прем'єр-міністра. З того ж пістолета 19 березня 2002 р. був убитий професор Марко Бьяджі, економічний радник прем'єр-міністра Італії; відповідальність за цей злочин також взяли на себе Червоні бригади (бореться комуністична партія). 3 березня 2003 р. два бойовика угруповання — Маріо Галезі і Надя Дездемона Льоче, влаштували перестрілка з поліцейськими в поїзді на станції Кастільон Фьорентіно поблизу Ареццо. У ході перестрілки був убитий Галезі і один поліцейський (Еммануеля Петрі), а Льоче було заарештовано. 23 жовтня 2003 р. італійською поліцією в рамках розслідування справи про вбивство Масімо д'Антона під час рейдів у Флоренції, Римі, Пізе і на Сардинії було затримано шість членів Червоних бригад. 1 червня 2005 р. суд в Болоньї присудив до довічного ув'язнення за участь у вбивстві Марко Бьяджі чотирьох членів Червоних бригад (бореться комуністичної партії): Надю Дездемону Льоче Роберто Моранді, Марко Меццасалму і Діану Блефарі Мелаці.
Частина помітних фігур сімдесятих років, включаючи філософа Антоніо Негрі, неправдиво звинуваченого в тому, що він був тіньовим керівником Червоних бригад, дали новий чесний аналіз подій, що відбувалися в Італії в той час. Негрі, насильно висланий до Італії в 1997 р., після чотирнадцяти років спокійного життя у Франції, провів деякий час в ув'язненні, його метою стало привернути увагу до того, що сотні радикалів знаходяться в ув'язненні або змушені покинути батьківщину. Негрі був звільнений навесні 2003 р., не відбувши залишку у 17 років тюремного строку.
З іншого боку, засновник Червоних бригад Альберто Франческіні, після відбування 18-річного ув'язнення, заявив, що «Червоні бригади продовжують існувати, оскільки їх офіційні похорон не проводилися», закликавши до правди всі залучені сторони з тією метою, щоб нарешті перегорнути цю сторінку.

## Статистика
Згідно з дослідженнями Кларенс Е. Мартіна, за перші десять років після свого створення червоними бригадами було скоєно 14 000 актів насильства. Однак, згідно зі статистикою Міністерства внутрішніх справ, 67,5% цього насильства («бійки, партизанські дії, знищення майна») припадало на частку ультраправих, 26,5% на долю ультралівих і 5,95% — на частку інших угруповань. Більш того, 150 осіб було вбито в терористичних акціях, організованих вкрай правими угрупованнями, і 94 — вкрай лівими.

## Інформація про міжнародних контактах
Згідно з даними Йона Рацепи, Червоні бригади спиралися на підтримку органів державної безпеки Чехословаччини (Statni Bezpecnost) і Організації Визволення Палестини. Радянську і чехословацьку вогнепальну зброю та вибухівку доставляли з Близького Сходу з використанням каналів контрабандної перевезення героїну. Підготовка бійців здійснювалася як на базах держбезпеки ЧССР в Празі ((немає АІ|28|05|2009)), так і в тренувальних таборах ООП в Північній Африці та Сирії.
Згідно з відомостями з архіву Архива Мітрохіна Італійська комуністична партія неодноразово висловлювала невдоволення радянському послу в Римі щодо підтримки Червоних бригад з боку Чехословаччини, але радянська влада чи то не могла, чи то не захотіли зупинити діяльність органів держбезпеки ЧССР. Це був одним з основних факторів, що вплинули на погіршення відносин між Італійської комуністичної партії і КДБ СРСР, що призвели до остаточного розриву в 1979 р. ((немає АІ|28|05|2009))
З іншого боку, Альберто Франческіні у своїх свідченнях комісії з тероризму, очолюваної сенатором Джованні Пеллегріно зазначав, що частина членів угруповання мали контакти з ізраїльською розвідкою Моссад.

## Подальший розвиток
У жовтні 2007 р. колишній командир Червоних бригад був заарештований після пограбування банку, яке він зробив будучи умовно звільненим за гарну поведінку. Крістофоро Пьянконе, засуджений у свій час до довічного ув'язнення за звинуваченням в шести вбивствах, разом з спільниками 1 жовтня 2007 р. організував викрадення 170 000 євро з банку Монте деі Паски ді Сієна.

## Цікаві факти
Джо Страммер з британської панк-групи The Clash неодноразово викликав бурхливі дискусії своєю звичкою з'являтися в різних ситуаціях у футболці з символікою Червоних бригад, в той період, коли діяльність цього угруповання була мало відома в Британії.

### Документи «Червоних бриґад»
- Brigate Rosse, Un destino perfido, 1971.(італ.)
- Direzione Strategica delle Brigate Rosse, "Risoluzione strategica", in CONTROinformazione, aprile 1975.(італ.)
- Direzione Strategica delle Brigate Rosse, "Risoluzione strategica", in CONTROinformazione, n.11-12, luglio 1978.(італ.)
- Collettivo prigionieri comunisti delle Brigate Rosse, L'ape e il comunista [1980], Pgreco, Milano 2013.(італ.)

### Інтерв'ю з членами «Червоних бриґад»
- Renato Curcio (intervista di Mario Scialoja), A viso aperto, Arnoldo Mondadori Editore, Milano 1993.(італ.)
- Alberto Franceschini (intervista di Giovanni Fasanella), Che cosa sono le BR, Biblioteca Universale Rizzoli, Milano 1993.(італ.)
- Mario Moretti (intervista di Carla Mosca e Rossana Rossanda), Brigate Rosse. Una storia italiana, Anabasi editore, Milano 1992.(італ.)

### Історичні розвідки
- Chris Aronson Beck, Reggie Emiliana, Lee Morris and Ollie Patterson, Strike One to Educate One Hundred, A Seeds Beneath the Snow Publication, 1986.(англ.)
- Giovanni Bianconi, Il brigatista e l'operaio, Einaudi, Torino 2011.(італ.)